# Wikipedia in bulgaro
La Wikipedia in bulgaro (in bulgaro Българоезичната Уикипедия?), abbreviata in bg.wikipedia o bg.wiki è l'edizione in lingua bulgara dell'enciclopedia online Wikipedia.

## Statistiche
La Wikipedia in bulgaro ha 303 105 voci, 684 116 pagine, 357 084 utenti registrati di cui 711 attivi, 23 amministratori e una "profondità" (depth) di 29 (al 21 marzo 2025).
È la 40ª Wikipedia per numero di voci ma, come "profondità", è la 46ª fra quelle con più di 100 000 voci (al 14 ottobre 2024).

## Cronologia
- 3 ottobre 2004 — supera le 10 000 voci
- 26 dicembre 2007 — supera le 50 000 voci ed è la 30ª Wikipedia per numero di voci
- 24 maggio 2010 — supera le 100 000 voci ed è la 32ª Wikipedia per numero di voci
- 17 luglio 2013 — supera le 150 000 voci ed è la 36ª Wikipedia per numero di voci
- 12 giugno 2015 — supera le 200 000 voci ed è la 37ª Wikipedia per numero di voci
- 17 agosto 2024 — supera le 300 000 voci ed è la 40ª Wikipedia per numero di voci